# Nic Berry
Pour les articles homonymes, voir Berry (homonymie).

a Compétitions nationales et continentales officielles uniquement.

Dernière mise à jour le 13 janvier 2018.
Nic Berry, né le 13 mars 1984 à Brisbane, est un ancien joueur australien de rugby à XV évoluant au poste de demi de mêlée (1,73 m, 83 kg). Après l'arrêt de sa carrière en 2012, il se reconvertit en arbitre, et fait ses débuts professionnels en 2015. 

## Carrière de joueur

### Clubs
- Sunnybank : jusqu’en 2007
- Racing Métro 92 : 2007-2010
- London Wasps : 2010-2012

En octobre 2012, il prend prématurément sa retraite sportive après avoir subi de trop nombreuses commotions cérébrales.

### Franchise
- Queensland Reds : 2004-2007 (28 matches en Super Rugby)

### Palmarès
- 2005 et 2007 : Vainqueur du championnat du Queensland.
- 2009 : Champion de France de Pro D2.

## Carrière d'arbitre
Nic Berry fait ses débuts en tant qu'arbitre professionnel lors de la saison 2015 de NRC. En 2016, il fait ses débuts en Super Rugby puis, l'année suivante, il arbitre la finale du championnat du monde junior 2017,.
En 2019, il est sélectionné pour arbitrer des matchs de la Coupe du monde au Japon.
Le 29 janvier 2023, il arbitre le match de la 16e journée du Top 14, Stade toulousain-Montpellier.
En 2023, il est sélectionné pour la Coupe du monde en France.